# Francesco di Marco Datini
Francesco di Marco Datini (* 1335 i Prato; † 16. August 1410 sammesteds) var en toscansk storkøbmand, bankier, uldproducent og spekulant. Firmaet, som han grundlagde, arbejdede især i det vestlige middelhavsområde, men også i England, Flandern og på Krim. Selskabet ejede i en slags holdingform talrige andre selskaber. Det var en opbygning, som de toscanske købmænd foretrak, men kun få vovede sig ind i bankiervirksomhed eller sågar vekselspekulation.
Datini blev dog især berømt for at have oprettet en stiftelse for de fattige i Prato, som findes endnu i dag. En anden grund er, at næsten hele hans korrespondance er bevaret – i alt ca. 150.000 skrivelser, hvoraf alene privatbrevene udgør 11.000. Dette muliggør et dybt indblik i en middelalderlig velhavers hverdagsliv.